# Cel·la de combustible biològic

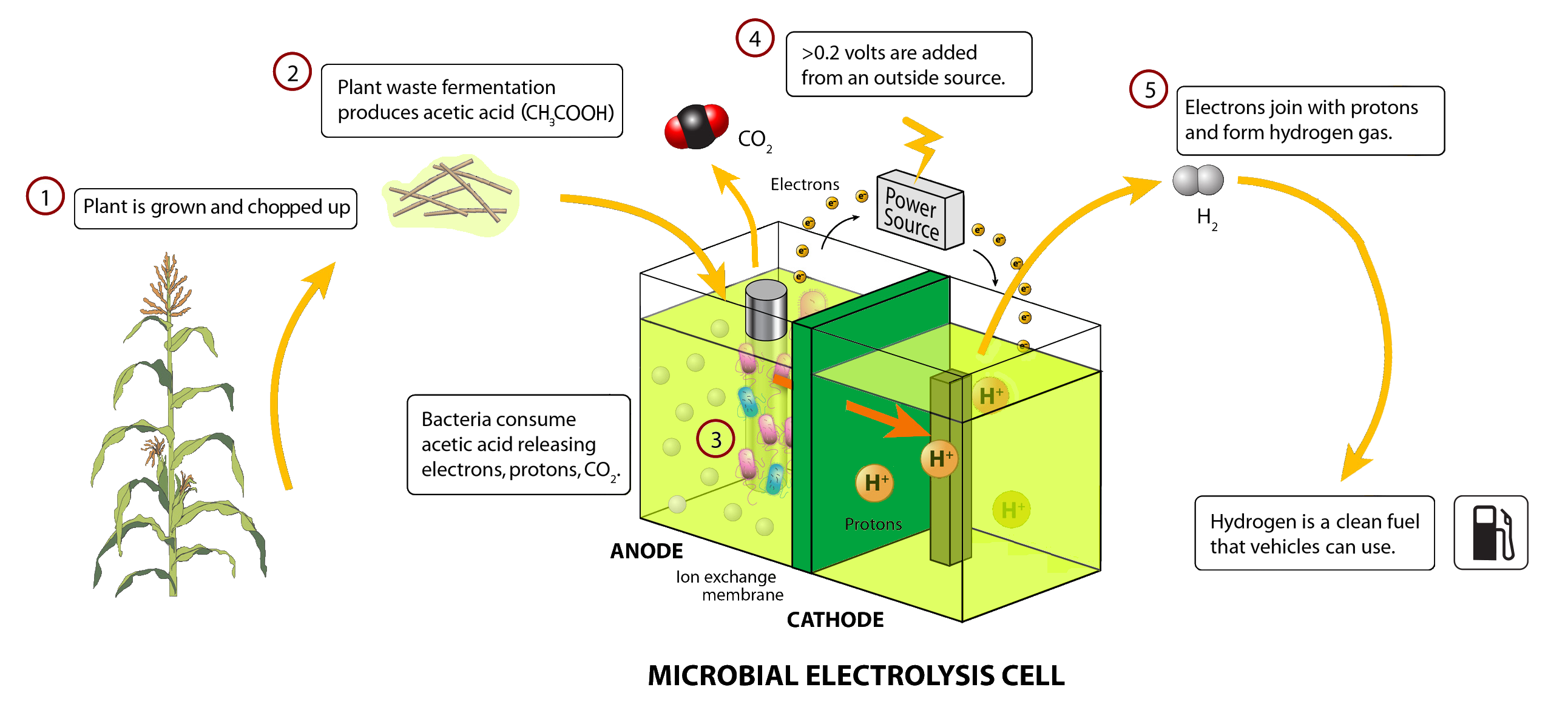
Una cel·la electrolítica microbiana

Una cel·la de combustible biològic o cel·la de combustible microbià (en anglès: microbial fuel cell, MFC) és un sistema bioelectroquímic que proporciona un corrent elèctric imitant les interaccions bacterianes que es troben en la natura.
Aquesta cel·la microbiana converteix l'energia química en energia elèctrica mitjançant la reacció catalítica de microorganismes
Com una cel·la normal de combustible, una MFC té una cambra amb un càtode i un ànode. L'ànode aòxic està connectat internament via una membrana de bescanvi amb el circuit completat per un cable extern. Típicament els ànodes i càtodes estan separats per una membrana semipermeable carregada positivament (catió). El compartiment de l'ànode s'oxida pels microorganisme, que generen electrons i protons. Els electrons es transfereixen al compartiment del càtode per un circuit elèctric extern, mentre que els protons es transfereixen al compartiment del càtode per una membrana. Els electrons i protons es consumeixen en el compartiment del càtode i es combinen amb oxigen per formar aigua.
Entre els factors que afecten l'eficiència òptima del sistema hi ha les soques bacterianes que es facin servir, el tipus de membrana de bescanvi d'ions i les condicions del sistema (temperatura, pH, etc.) que no estan encara ben compreses.

## Història
La idea d'usar cel·les microbianes per produir electricitat arrenca de l'any 1911 quan M.C. Potter, un professor de botànica, va ser el primer a aconseguir-ho utilitant el bacteri Escherichia coli'.
El 1931 Barnet Cohen tornà a prestar atenció a aquest assumpte produint, amb una sèrie de cel·les connectades 35 volts però amb un corrent de només 2 mil·liampers.
Posteriorment DelDuca et al. utilitzaren hidrogen provinent de la fermentació de la glucosa per Clostridium butyricum com a reactiu en l'ànode d'una cel·la d'hidrogen i aire, el problema va ser la inestable producció d'hidrogen per part del microorganisme. Aquest problema va ser resolt per Suzuki et al. el 1976 l'actual disseny d'aquesta cel·la la va fer Suzuki un any més tard.
MJ Allen, i més tard H. Peter Bennetto tots dos del King's College de Londres a principi de la dècada de 1980 desenvoluparen aquest projecte orientat al subministrament d'energia en els països en desenvolupament.

El maig de 2007, la Universitat de Queensland, Austràlia, completà el prototipus que converteix les aigües residuals d'una fàbrica de cervesa a diòxid de carboni, aigua neta i electricitat, s'estima que amb aquest prototipus es produiran 2 kilowatts d'energia. Encara que és molt poca energia l'aigua neta és de gran importància per Austràlia on la secada sempre és una amenaça.

## Tipus
A grans trets hi ha dos tipus de cel·les de combustible microbià:
- Amb mediador microbià (Mediator microbial fuel cell): La majoria de les cel·les microbianes són electomecànicament inactives i l'activitat és facilitada per mediadors com la tionina, blau de metil, àcid húmic, etc.[7][8] La majoria dels mediadors disponibles són cars i tòxics.

- Lliures de mediador microbià (Mediator-free microbial fuel cell)

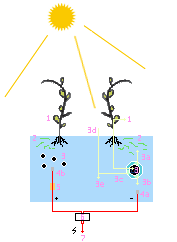
Una cel·la de combustible microbià amb plantes (PMFC)

Aquestes cel·les no requereixen un mediador però fan servir bacteris electroquímicament actius per transferir electrons a l'elèctrode. Entre aquests bacteris electroquímicament actius hi ha Shewanella putrefaciens, Aeromonas hydrophila, i altres.
Algunes d'aquest tipus de cel·les derivar energia directament a certes plantes aquâtiques i altres que no ho són com Glyceria maxima, arròs, tomaqueres, llobins i algues. Aquestes cel·les s'anomenen de combustible microbià i plantes (Plant Microbial Fuel Cell) (Plant-MFC) Això té avantatges ecològics.

## Usos
- Generació d'energia
- Neteja d'aigües residuals
- Biosensor.